# Jacques Antoine Théodore Coinchon
Pour les articles homonymes, voir Coinchon.
Jacques Antoine Théodore Coinchon est un sculpteur français né à Moulins le 10 septembre 1814 et mort à Paris le 8 février 1883.

## Biographie
Jacques Antoine Théodore Coinchon est né à Moulins (Allier), le 10 septembre 1814. Il étudie à Paris où il devient élève de David d'Angers et entra à l'École des Beaux-Arts, le 2 octobre 1838. Il débute au Salon de 1844 et expose pour la dernière fois en 1881. 
Il meurt à Paris, 9, rue du Battoir, aujourd'hui rue de Quatrefages le 8 février 1883. Il a exécuté pour le compte de l'État une statue de Guillaume, fils de Tancrède de Hauteville, destinée à la cathédrale de Coutances, et les bustes de Millevoye, de Berthollet et de Théophile Gautier. On lui doit aussi un médaillon du professeur Geoffroy, placé à l'École de pharmacie.

## Œuvres

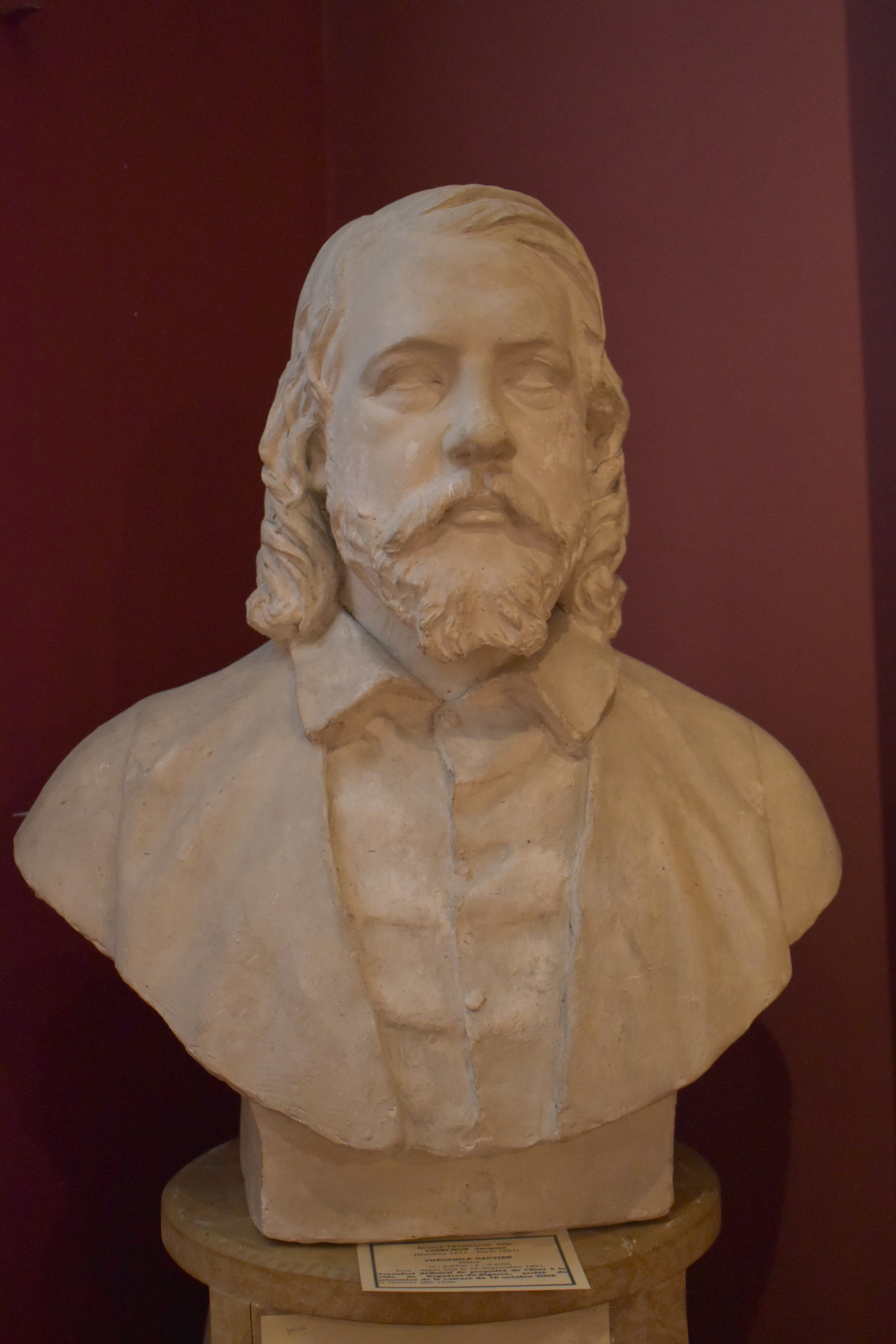
Buste de Théophile Gautier (Musée Salies)

- Buste de Théophile Gautier (Musée Salies)Bagnères-de-Bigorre, musée Salies :
  - Buste de Théophile Gautier, plâtre.